# 新青森県総合運動公園
新青森県総合運動公園（しんあおもりけんそうごううんどうこうえん）は青森県青森市大字宮田にある運動公園。施設は青森県が所有し、スポルト青い森グループが指定管理者として運営管理を行っている。

## 概要
2003年に開催されたアジア冬季競技大会開催を機に、2002年11月に完成した。また、テニスコートや屋内プールも完備されている。

### 陸上競技場

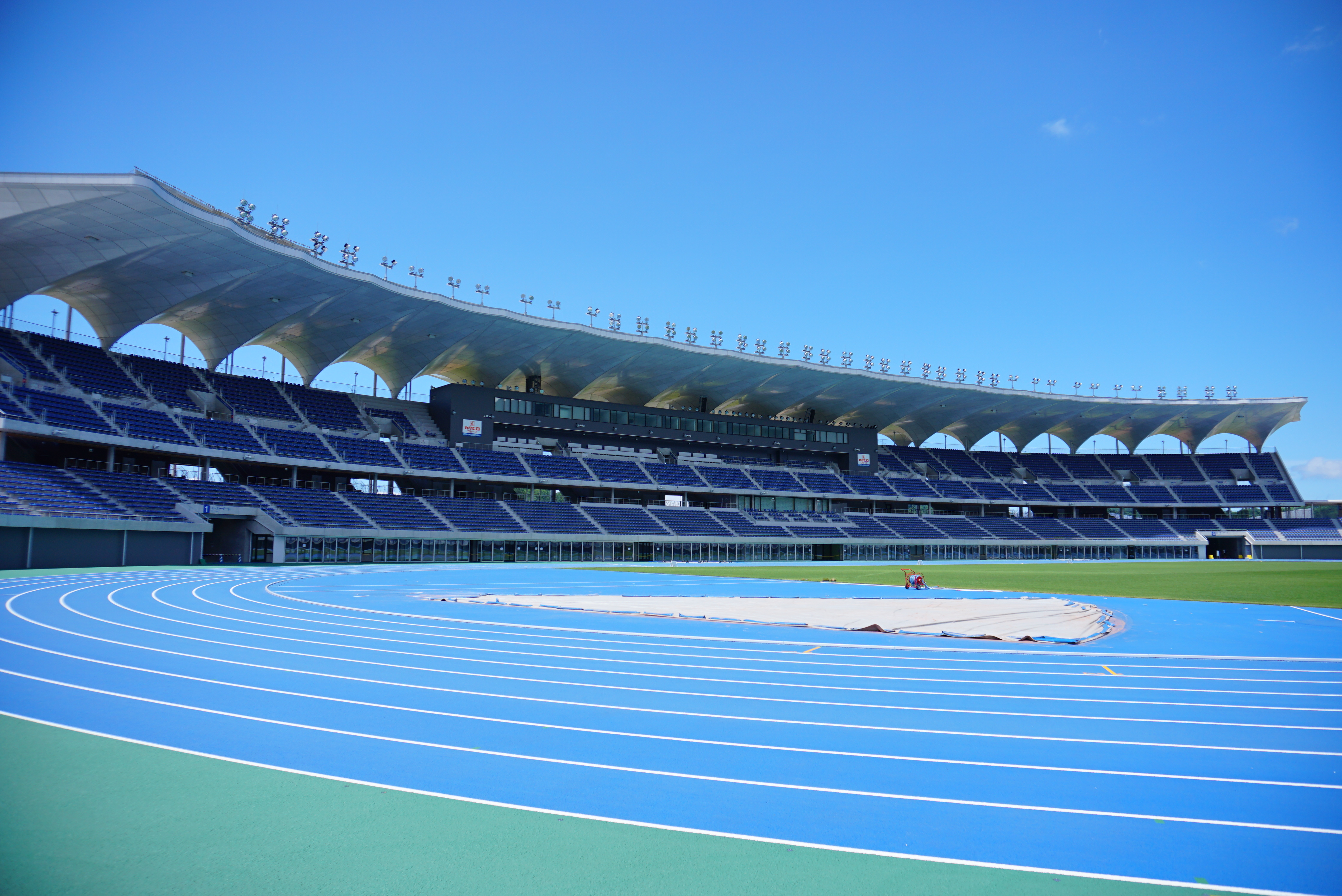
新青森県総合運動公園陸上競技場

2017年を目処に陸上競技場を新設する計画があり2014年度に着工する予定だったが、新競技場が2013年時点のJリーグのスタジアム要項（特に「全観客席を屋根で覆う」点）を満たしておらず、完成後もJ1・J2の試合が開催できないことが分かった。
このことについて、当初はメインスタンドのみを屋根で覆うとしており、これでもJ2リーグ以上を開催可能と一旦は確認したが、2013年に新設競技場である場合「屋根で覆う客席の割り合い」は「できるだけ多く」 から「全てに敷設すること」と改正されてしまっていた。 青森県は屋根を全席に設置する場合、追加費用として55-70億円程度が必要とされるため、現実的ではないとしているが、青森県サッカー協会や青森市のサッカーチームのラインメール青森FCの関係者からは「Jリーグから連絡がなかった」としており、建設計画の見直しなどを求めている。
その後、2016年4月に着工したが、当初の見積もり額から30億円以上も上回った。施工は大林組、丸喜齋藤組、西村組、設計・監理は伊東豊雄建築設計事務所である。2018年12月に完成して、2019年9月より使用開始。
2019年8月2日、陸上競技場の命名権を角弘（青森市）が取得すると報じられた。期間は同年9月1日から2022年3月31日まで、契約金額は年間1,000万円となり、「カクヒログループ アスレチックスタジアム」の呼称を用いる。
日本フットボールリーグ所属のラインメール青森FCが、Jリーグ百年構想クラブ時代に届け出た本拠地として登録しているが、当競技場を本拠地として使用するのは2020年シーズンからとなった。

#### 競技場概要
メインスタジアム
- 日本陸上競技連盟第1種公認
- 国際陸上競技連盟 (現ワールドアスレティックス) クラス2
- 走路用トラック9レーン（全天候型ブルーレーン　1周400m・直線140m）
- 室内練習場　100mトラック4レーン
- 周回走路　1周543m2レーン
- フィールド107m×71m
- 収容人員20,809人（メインスタンド：二層、バックスタンド・コーナースタンド：一層）
- 照明設備　鉄塔4基・メインスタンドの屋根一体型
- 大型電光掲示板あり

補助競技場
- 日本陸上競技連盟第3種公認
- 走路用トラック8レーン（全天候型ブルーレーン、1周400m）
- フィールド107m×71m
- 収容人員320人（メインスタンドのみ）
- 照明設備　鉄塔5基

投てき・アーチェリー場
- フィールド136.8m × 163.5m

### 球技場
- 2012年開場。
- 高麗天然芝縦140m×横83m1面。

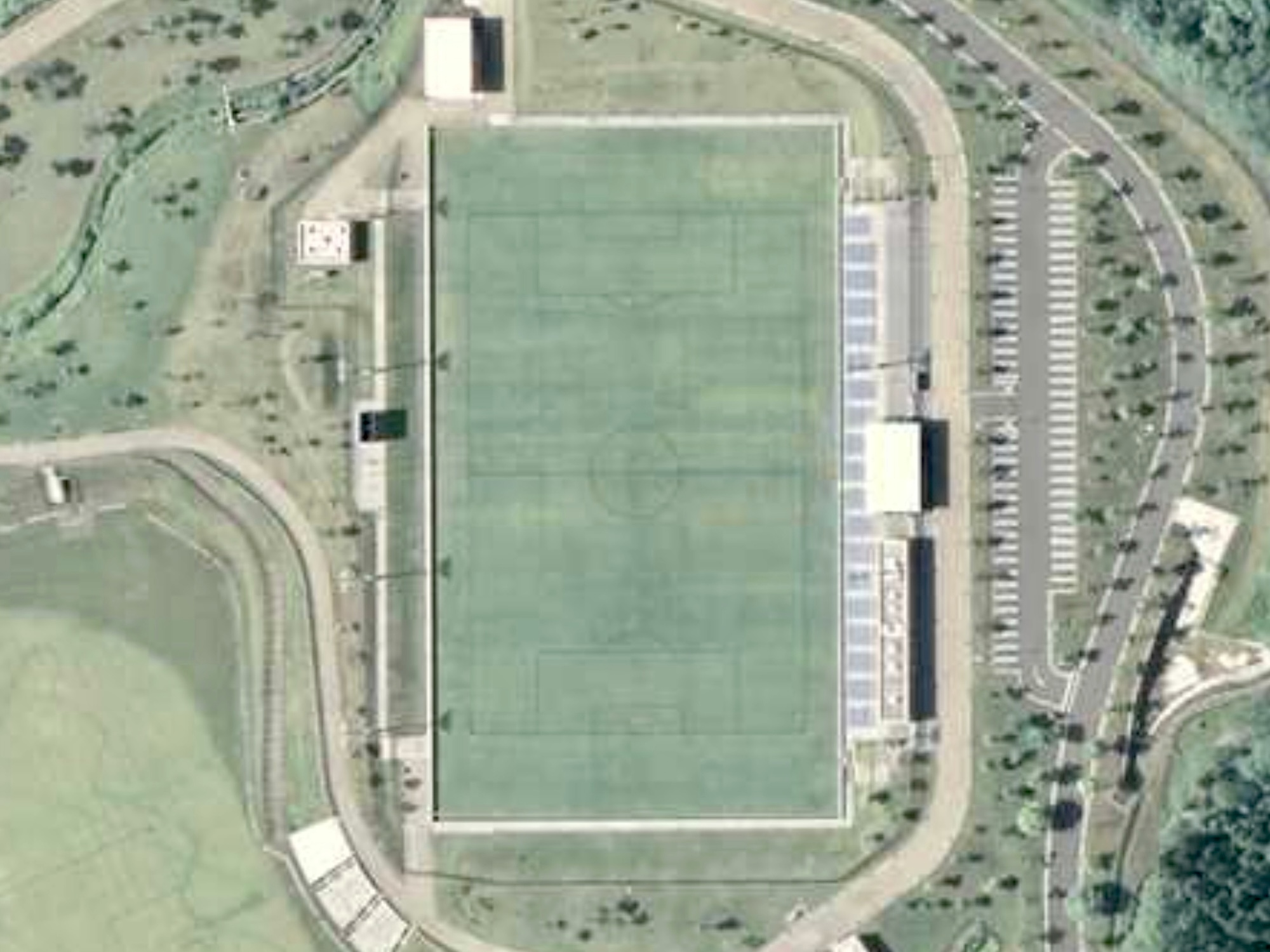
球技場（2017年、国土地理院作成）

- 照明塔、得点用電光掲示板、トイレ、本部席、更衣室、駐車場70台[15]。
- 収容人員3,300人（うちメインスタンド・固定座席1,500人、バック・ゴール裏スタンド芝生席1,800人）。前述の通り、収容人数5,000人未満のため、J3リーグ加盟に必要な収容能力は満たしていない。ラインメール青森が東北社会人サッカーリーグ時代から本拠地として使用[16]。

### 青い森アリーナ

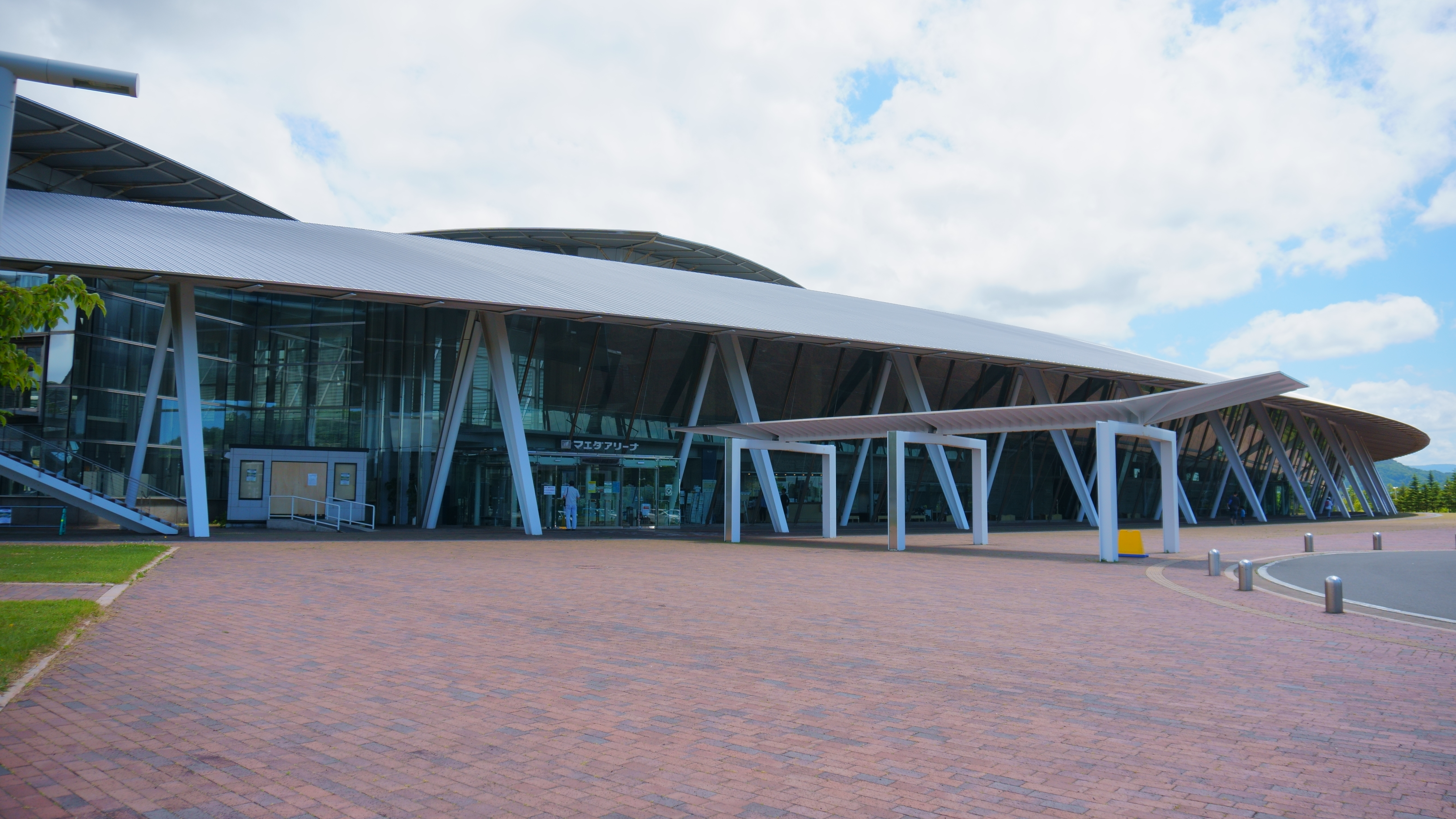
マエダアリーナ

青い森アリーナ（あおいもりアリーナ）は、同公園最大の施設。収容人数は最大で5,371名。2003年のアジア冬季競技大会では、開会式と閉会式が行われた他、ゆずや安室奈美恵、テゴマスやDREAMS COME TRUEなどのライブも開催。その他、バレーボールのVリーグ、スポレクあおもりの会場にも使用された。2013年からは同年発足のプロバスケットボールチーム・青森ワッツがホームスタジアムのひとつとしてホーム戦を開催している。
2011年4月より2年間の予定で、むつ市に本社を置くスーパーマーケット運営会社「マエダ」が命名権を獲得、『マエダアリーナ』という愛称がつけられた。国スポ・障スポでは開閉会式の会場として使われる予定です
アリーナの東側に日本水泳連盟公認の水泳場を建設する予定。